# Erik Rhodes (Pornodarsteller)

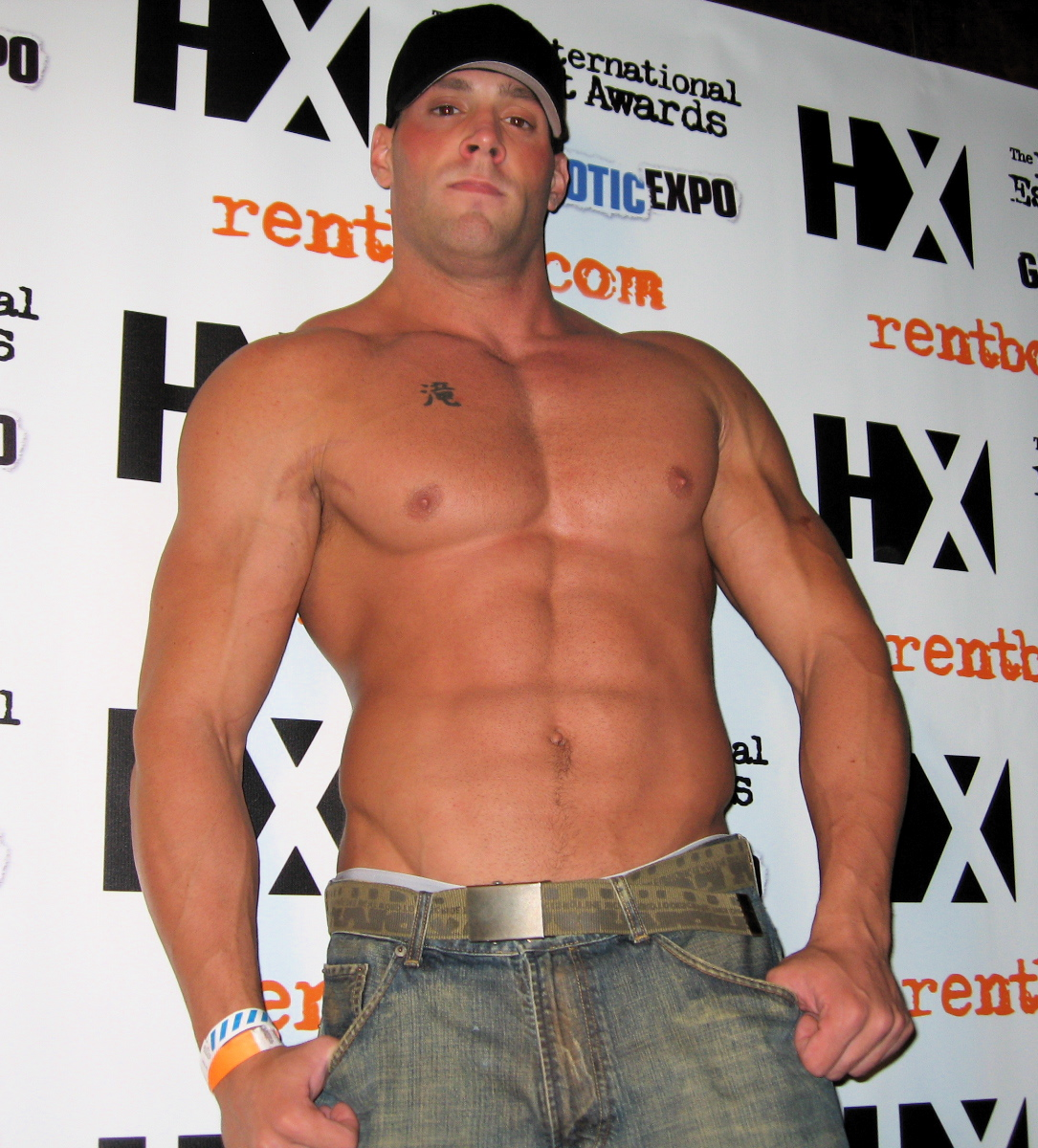
Erik Rhodes (2006)

Erik Rhodes (* 8. Februar 1982 als James Naughtin in Long Island, Vereinigte Staaten; † 14. Juni 2012 in New York City) war ein US-amerikanischer Pornodarsteller.

## Leben
Nach seiner Schulzeit begann Rhodes in der US-amerikanischen Pornoindustrie tätig zu werden. Rhodes erhielt als Pornodarsteller eine Anstellung bei dem Unternehmen Falcon Entertainment und war seit Anfang der 2000er in verschiedenen Pornofilmen zu sehen. 2008 gewann Rhodes den Grabby Award. Er lebte offen homosexuell. Einige Jahre vor seinem Tod erkranke er an Aids. Er konsumierte große Menge an Anabolika und Wachstumshormonen, um die Idealfigur für die Pornofilme zu erlangen und zu halten. Außerdem war er drogenabhängig. Rhodes starb am 14. Juni 2012 im Schlaf an einem Herzinfarkt, nachdem er noch am Vorabend seines Todes Drogen konsumiert hatte.

## Filmografie (Auswahl)
- für Studio 2000
  - Flesh (2004)

- für Falcon Entertainment
  - Super Soaked (2005)
  - Heaven To Hell (2005)
  - Flex (2005)
  - Cross Country 1 & 2 (2005)
  - Driver (2005)
  - Beefcake (2006)
  - From Top to Bottom (2006)
  - The Velvet Mafia 1 (2006)
  - Basic Plumbing 3 (2006)
  - The Farmers Son (2007)
  - Rush and Release (2007)
  - Ivy League (2007)
  - Dare (2007)
  - Overtime (2007)
  - Fleet Week (2008)
  - Afterparty (2008)
  - Best Men Part 1: The Bachelor Party (2008)
  - Best Men Part 2: The Wedding Party (2008)
  - Asylum (2009)

## Preise und Auszeichnungen (Auswahl)
- Grabby Awards, 2008